# O Amor Não Tira Férias
The Holiday (bra/prt: O Amor Não Tira Férias) é um filme norte-americano de 2006, uma comédia romântica escrita e dirigida por Nancy Meyers, distribuída pela Columbia Pictures e estrelada por Kate Winslet, Jack Black, Eli Wallach, Cameron Diaz e Jude Law.

## Sinopse
Nessa comédia natalina que fala sobre mudanças de vidas por causa de novos ares, Amanda Woods e Iris Simpkins são duas mulheres que vivem completamente distante uma da outra, na verdade, elas vivem em dois pontos completamente opostos da Terra. Mas as duas possuem algo em comum: estão cansadas da vida que levam e precisam desesperadamente mudar de ares, para poder se renovarem.

## Elenco
| Ator/Atriz       | Personagem      |
| ---------------- | --------------- |
| Kate Winslet     | Iris Simpkins   |
| Cameron Diaz     | Amanda Woods    |
| Jude Law         | Graham Simpkins |
| Jack Black       | Miles           |
| Edward Burns     | Ethan           |
| Rufus Sewell     | Jasper          |
| Eli Wallach      | Arthur          |
| Shannyn Sossamon | Maggie          |
| Bill Macy        | Ernie           |
| Shelley Berman   | Norman          |
| James Franco     | Ele Mesmo       |
| Dustin Hoffman   | Ele Mesmo       |
| Lindsay Lohan    | Ela Mesma       |

## Trilha sonora
A trilha sonora oficial do filme The Holiday, foi lançado pela gravadora Varèse Sarabande no dia 9 de Janeiro de 2007.
1. "Maestro" - Hans Zimmer
2. "Iris and Jasper" - Hans Zimmer and Lorne Balfe
3. "Kayak for One" - Ryeland Allison
4. "Zero" - Hans Zimmer and Atli Orvarsson
5. "Dream Kitchen" - Hans Zimmer and Henry Jackman
6. "Separate Vacations" - Hans Zimmer, Lorne Balfe, and Imogen Heap
7. "Anything Can Happen" - Hans Zimmer and Heitor Pereira
8. "Light My Fire" - Hans Zimmer
9. "Definitely Unexpected" - Hans Zimmer and Lorne Balfe
10. "If I Wanted to Call You" - Hans Zimmer and Atli Orvarsson
11. "Roadside Rhapsody" - Hans Zimmer and Henry Jackman
12. "Busy Guy" - Hans Zimmer and Henry Jackman
13. "For Nancy" - Hans Zimmer, Atli Orvarsson, and Lorne Balfe
14. "It's Complicated" - Hans Zimmer and Imogen Heap
15. "Kiss Goodbye" - Heitor Pereira and Herb Alpert
16. "Verso E Prosa" - Heitor Pereira
17. "Meu Passado" - Hans Zimmer, Henry Jackman, and Lorne Balfe
18. "The 'Cowch'" - Hans Zimmer, Heitor Pereira, Lorne Balfe, and Imogen Heap
19. "Three Musketeers" - Hans Zimmer, Heitor Pereira, Lorne Balfe, and Imogen Heap
20. "Christmas" - Hans Zimmer and Lorne Balfe
21. "Gumption" - Hans Zimmer, Atli Orvarsson, and Henry Jackman
22. "Cry" - Hans Zimmer, Lorne Balfe, and Heitor Pereira

## Crítica
O filme recebeu críticas variadas: Rotten Tomatoes deu-lhe uma pontuação total de 47% e o Metacritic deu-lhe 52/100.
O Hollywood Reporter chamou o filme de "um Yuletide Flick com abundância de coração".